# Ercole (costellazione)
Ercole (in latino Hercules) è la quinta costellazione più grande del cielo, tra le 88 moderne; era anche una delle 48 costellazioni elencate da Tolomeo e si estende tutta nell'emisfero boreale.

## Caratteristiche

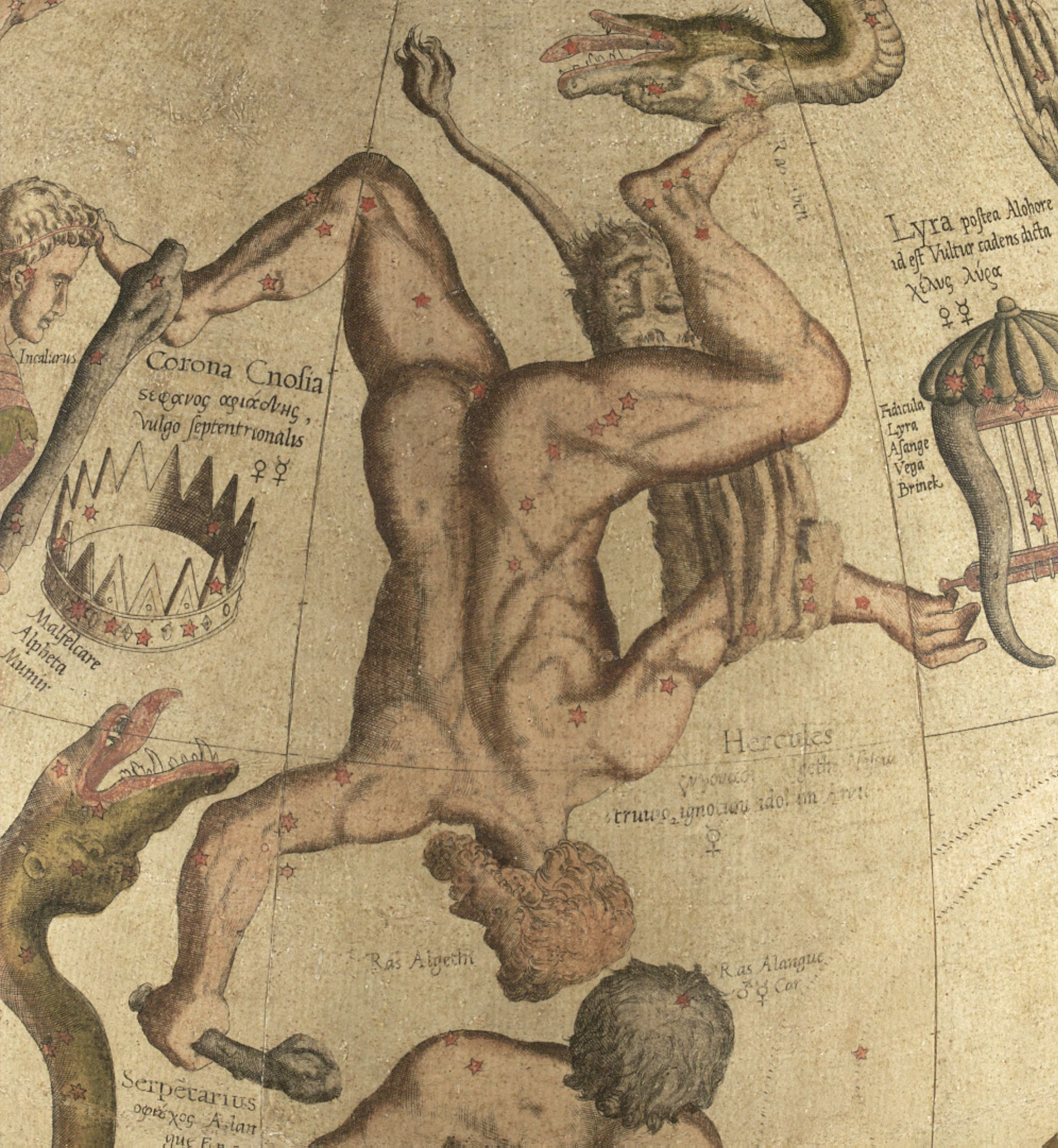
La costellazione di Ercole rappresentata dal Mercatore.

Si tratta di una grande costellazione dell'emisfero boreale, ben visibile nelle notti primaverili ed estive di questo emisfero. Nonostante le sue vastissime dimensioni, non sono presenti astri particolarmente luminosi; la sua caratteristica più notevole è un quadrilatero di stelle noto come Chiave di volta, posto nella parte occidentale, a nordovest della Corona Boreale. In generale, tutta la parte di cielo compresa fra quest'ultima costellazione e la brillante stella Vega appartiene alla costellazione di Ercole. In Ercole non sono presenti stelle di prima magnitudine; la più luminosa è la β Herculis, nota come Kornephoros, di magnitudine 2,78, mentre vi sono un gran numero di astri di terza e quarta magnitudine.
Il periodo più propizio per la sua osservazione nel cielo della sera è compreso fra i mesi di aprile e ottobre; è pertanto una figura tipica dei cieli della tarda primavera e dell'estate boreali. Dall'emisfero australe la sua osservazione risulta in parte penalizzata, specie per quanto riguarda la parte più settentrionale della costellazione, che alle medie latitudini temperate può non essere mai visibile.
Il nostro Sistema Solare, come tutte le altre stelle, possiede un suo moto proprio; la direzione in cui il Sole e i suoi pianeti si muove (apice solare) è nella costellazione di Ercole, esattamente tra le stelle ν Herculis e ξ Herculis, a sud di Vega.

### Stelle principali
- β Herculis (Kornephoros) è una stella giallo-arancione di magnitudine 2,78; si trova nella parte meridionale della costellazione e dista da noi 148 anni luce.
- ζ Herculis (Ruticulus) è una stella gialla di magnitudine 2,81; è la componente più luminosa della Chiava di volta. Dista 35 anni luce, ed è quindi una delle stelle visibili ad occhio nudo più vicine a noi.
- δ Herculis (Sarin) è una stella bianca di magnitudine 3,12; dista 78 anni luce.
- π Herculis (Fudail) è una stella arancione di magnitudine 3,16, parte della Chiave di volta. Dista 367 anni luce.
- α Herculis (Ras Algethi) (La testa dell'inginocchiato), una supergigante rossa variabile di magnitudine media 3,51, accompagnata da una stella di quinta, anch'essa doppia.

### Stelle doppie
Grazie alle sue estese dimensioni, la costellazione contiene un gran numero di stelle doppie, alcune delle quali sono pure alla portata di piccoli strumenti.
- Una delle coppie apparenti più facili da risolvere è costituita dalle stelle 36 e 37 Herculis; si tratta di due stelle bianche separate da oltre un primo d'arco, dunque scindibile anche con un semplice binocolo. Ad occhio nudo sono invece visibili come un'unica stellina di quinta magnitudine.
- Con un binocolo potente è possibile osservare due componenti del sistema di HD 165358: la primaria è una stella di sesta magnitudine, che presenta a oltre 1,5' una stella di decima grandezza; un telescopio di piccole dimensioni è in grado inoltre di mostrare una terza componente di nona magnitudine, visibile a mezzo primo dalla primaria.
- Ras Algethi è una delle stelle doppie più conosciute, sebbene occorra un telescopio di media potenza per poterla risolvere: le due componenti sono di terza e quinta grandezza, ma sono separate da soli 5"; il contrasto fra il rosso della primaria e il giallo della secondaria è ben evidente. La primaria è pure una nota variabile.
- La χ Herculis è composta da due stelle di colore arancione le cui magnitudini sono 5,0 e 6,2; possono essere risolte anche con un piccolo telescopio.
- La 100 Herculis è una stella biancastra, risolvibile in due componenti di quinta magnitudine anche con un piccolo strumento.

| Principali stelle doppie  |                                          |                                          |             |             |                                 |         |
| Nome                      | Coordinate equatoriali all'epoca J2000.0 | Coordinate equatoriali all'epoca J2000.0 | Magnitudine | Magnitudine | Separazione (in secondi d'arco) | Colore  |
| Nome                      | AR                                       | Dec                                      | A           | B           | Separazione (in secondi d'arco) | Colore  |
| χ Herculis                | 15h 52m 40s                              | +42° 27′ 00″                             | 5,00        | 6,25        | 28,1                            | ar + ar |
| γ Herculis                | 16h 21m 55s                              | +19° 09′ 11″                             | 3,75        | 9,58        | 41,6                            | g + b   |
| HD 149303                 | 16h 31m 47s                              | +45° 35′ 54″                             | 5,77        | 9,0         | 16,3                            | b + b   |
| 37 Herculis - 36 Herculis | 16h 41m :                                | +04° 13′ :                               | 5,77        | 6,92        | 69,6                            | b + b   |
| 52 Herculis A-BC          | 16h 49m 14s                              | +45° 59′ 00″                             | 4,82        | 8,3         | 1,8                             | b + b   |
| 52 Herculis A-D           | 16h 49m 14s                              | +45° 59′ 00″                             | 4,82        | 12,0        | 66,0                            | b + b   |
| α Herculis                | 17h 14m 39s                              | +14° 23′ 25″                             | 3,48        | 5,39        | 4,9                             | r + g   |
| δ Herculis                | 17h 15m 02s                              | +24° 50′ 23″                             | 3,14        | 8,7         | 8,5                             | b + g   |
| ρ Herculis                | 17h 23m 41s                              | +37° 08′ 45″                             | 4,52        | 5,47        | 4,2                             | b + b   |
| μ Herculis A-BC           | 17h 46m 28s                              | +27° 43′ 21″                             | 3,42        | 9,8         | 33,8                            | g + r   |
| 95 Herculis               | 18h 01m 30s                              | +21° 35′ 44″                             | 4,96        | 5,18        | 6,93                            | b + ar  |
| HD 165358 AB              | 18h 03m 10s                              | +48° 28′ :                               | 6,1         | 8,9         | 26,8                            | b + b   |
| HD 165358 AC              | 18h 03m 10s                              | +48° 28′ :                               | 6,1         | 10,0        | 94,0                            | b + b   |
| 100 Herculis              | 18h 07m 50s                              | +26° 06′ 04″                             | 5,86        | 5,90        | 14,3                            | b + b   |

### Stelle variabili
Le stelle variabili contenute nella costellazione di Ercole sono molto numerose; alcune di esse sono anche di facile osservazione.
Le più facili da osservare, anche a causa della loro luminosità, sono le variabili semiregolari: la più celebre della costellazione è Ras Algethi; la scoperta della sua variabilità avvenne ad opera di William Herschel, nel 1775, e le sue variazioni possono essere apprezzate anche ad occhio nudo: in fase di massima infatti ha una magnitudine pari a 2,74, che la rende simile in luminosità alla vicina Ras Alhague, nell'Ofiuco. Quando è in fase di minima la sua luminosità è inferiore a diverse stelle vicine e si fa difficoltà a individuarla anche da un'area urbanizzata. Un'altra variabile semiregolare facile da osservare è la 30 Herculis, che in fase di massima è di magnitudine 4,8, mentre al minimo della luminosità è invisibile ad occhio nudo, il periodo si aggira sui tre mesi.
Fra le variabili Mireidi, tutte al di sotto del limite della visibilità a occhio nudo, vi è la S Herculis, che in circa 300 giorni oscilla fra la sesta e la tredicesima magnitudine; con un periodo cento giorni più lungo oscilla invece la U Herculis, i cui estremi di luminosità sono uguali alla precedente.
La V624 Herculis è una variabile a eclisse del tipo Algol, con una variazione dell'ordine di pochi decimi di magnitudine e un periodo di quasi quattro giorni.
| Principali stelle variabili |                                          |                                          |             |             |                  |                               |
| Nome                        | Coordinate equatoriali all'epoca J2000.0 | Coordinate equatoriali all'epoca J2000.0 | Magnitudine | Magnitudine | Periodo (giorni) | Tipo                          |
| Nome                        | AR                                       | Dec                                      | Max.        | Min.        | Periodo (giorni) | Tipo                          |
| S Herculis                  | 16h 51m 54s                              | +14° 56′ 31″                             | 6,4         | 13,8        | 307,28           | Mireide                       |
| T Herculis                  | 18h 09m 06s                              | +31° 01′ 16″                             | 6,8         | 13,7        | 164,98           | Mireide                       |
| U Herculis                  | 16h 25m 47s                              | +18° 53′ 33″                             | 6,4         | 13,4        | 406,10           | Mireide                       |
| X Herculis                  | 16h 02m 39s                              | +47° 14′ 25″                             | 7,5         | 8,6         | 95,0             | Semiregolare                  |
| RU Herculis                 | 16h 10m 15s                              | +25° 04′ 14″                             | 6,8         | 14,3        | 484,83           | Mireide                       |
| AC Herculis                 | 18h 30m 16s                              | +21° 52′ 01″                             | 6,85        | 9,0         | 75,01            | Semiregolare (RV Tau)         |
| IQ Herculis                 | 18h 17m 55s                              | +17° 58′ 53″                             | 6,99        | 7,47        | 75:              | Semiregolare pulsante         |
| LQ Herculis                 | 16h 11m 38s                              | +23° 29′ 41″                             | 5,58        | 5,83        | -                | Irregolare                    |
| OP Herculis                 | 17h 56m 49s                              | +45° 21′ 03″                             | 5,85        | 6,73        | 120,5            | Semiregolare                  |
| V441 Herculis (89 Her)      | 17h 55m 25s                              | +26° 03′ 00″                             | 5,34        | 5,54        | 68:              | Semiregolare (stella evoluta) |
| V624 Herculis               | 17h 44m 17s                              | +14° 24′ 36″                             | 6,18        | 6,36        | 3,8950           | Eclisse                       |
| V636 Herculis               | 16h 47m 20s                              | +42° 14′ 20″                             | 5,83        | 6,03        | -                | Irregolare                    |
| V640 Herculis               | 17h 25m 54s                              | +16° 55′ 03″                             | 5,98        | 6,21        | -                | Irregolare                    |
| V642 Herculis               | 17h 33m 43s                              | +14° 50′ 30″                             | 6,41        | 6,56        | 12:              | Semiregolare                  |
| V939 Herculis               | 17h 10m 19s                              | +40° 41′ 24″                             | 7,24        | 8,02        | -                | Semiregolare                  |
| α Herculis                  | 17h 14m 39s                              | +14° 23′ 25″                             | 2,74        | 4,0         | -                | Semiregolare                  |
| 30 Herculis                 | 16h 28m 39s                              | +41° 52′ 54″                             | 4,83        | 6,3         | 89,2             | Semiregolare                  |
| 68 Herculis                 | 17h 17m 20s                              | +33° 06′ 00″                             | 4,69        | 5,37        | 2,0510           | Eclisse                       |

## Oggetti del profondo cielo

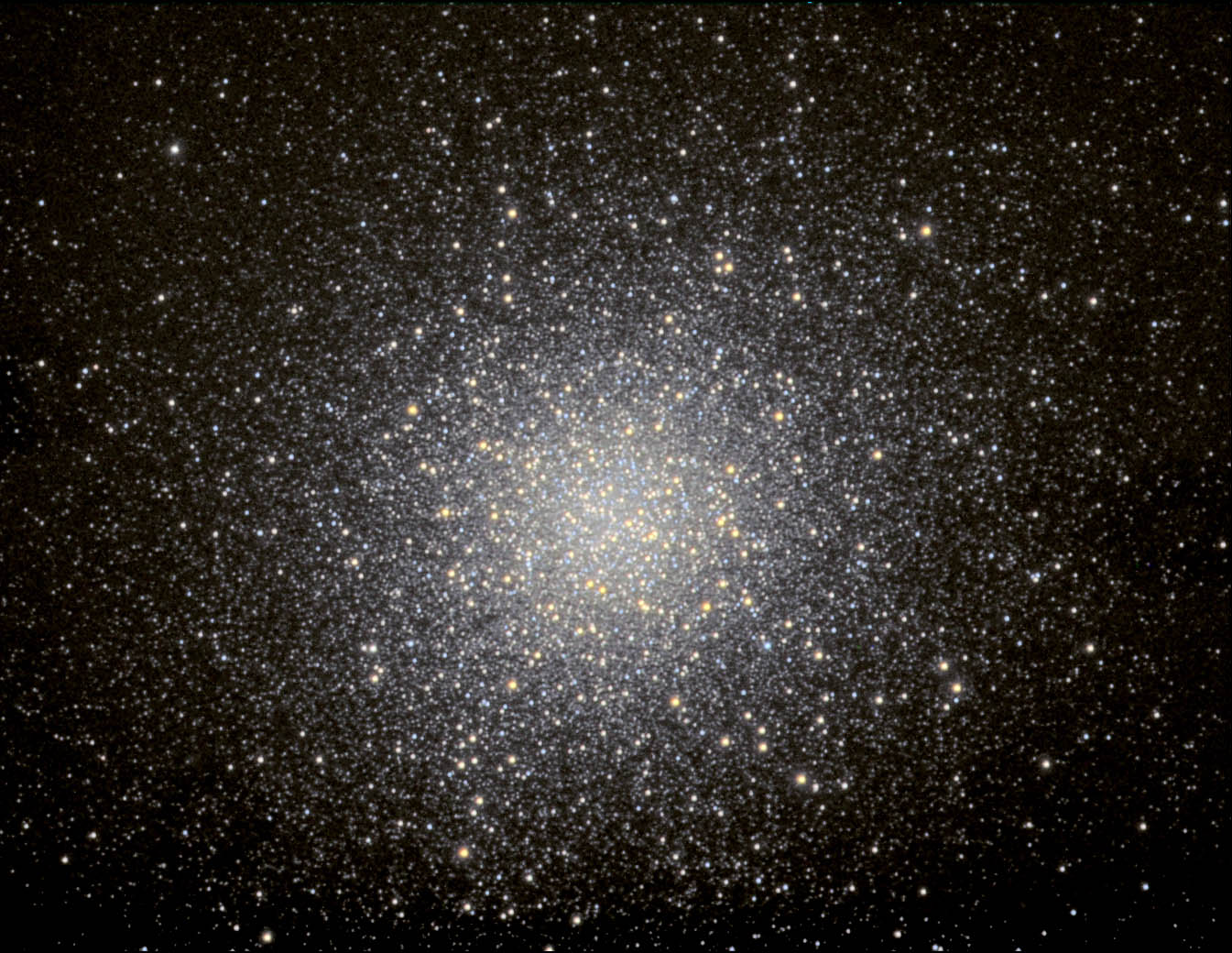
L'ammasso globulare M13.

Ercole giace in gran parte lontano dalla Via Lattea, occupando una vasta area di cielo; tuttavia, sebbene sia in teoria una posizione favorevole per l'osservazione di galassie esterne, questo tratto di cielo appare completamente privo di galassie luminose, e quelle osservabili in questa costellazione sono tutte estremamente lontane e deboli.
Ercole contiene tuttavia due tra i più luminosi ammassi globulari; M13 (l'Ammasso Globulare di Ercole) è il più luminoso dell'emisfero boreale (il terzo della volta celeste) ed è ben visibile con un binocolo e persino ad occhio nudo. Ha una magnitudine apparente pari a 5,8 e conta al suo interno centinaia di migliaia di stelle. M92 si trova invece nella parte più settentrionale della costellazione ed è più debole. Un altro amamsso globulare, non notato dal Messier, è NGC 6229, attualmente l'ammasso globulare più settentrionale dei nostri cieli.
Tra le nebulose planetarie, Abell 39 è quella più curiosa, con una forma perfettamente circolare e trasparente, simile ad una bolla di sapone.
Nonostante le vaste dimensioni, la costellazione non contiene nessun altro oggetto di particolare rilevanza.
| Principali oggetti non stellari |                                          |                                          |                     |             |                                        |                             |
| Nome                            | Coordinate equatoriali all'epoca J2000.0 | Coordinate equatoriali all'epoca J2000.0 | Tipo                | Magnitudine | Dimensioni apparenti (in primi d'arco) | Nome proprio                |
| Nome                            | AR                                       | Dec                                      | Tipo                | Magnitudine | Dimensioni apparenti (in primi d'arco) | Nome proprio                |
| NGC 6058                        | 16h 04m 27s                              | +40° 40′ 59″                             | Nebulosa planetaria | 13,3        | 0,4 x 0,3                              |                             |
| M13                             | 16h 41m 42s                              | +36° 28′ :                               | Ammasso globulare   | 5,8         | 23                                     | Ammasso Globulare di Ercole |
| NGC 6210                        | 16h 44m 30s                              | +23° 48′ 31″                             | Nebulosa planetaria | 8,8         | 0,3 x 0,2                              |                             |
| NGC 6229                        | 16h 46m 59s                              | +47° 32′ :                               | Ammasso globulare   | 9,4         | 4,5                                    |                             |
| M92                             | 17h 17m 07s                              | +43° 08′ :                               | Ammasso globulare   | 6,3         | 11,2                                   |                             |
| NGC 6052                        | 16h 05m 13.0s                            | +20° 32′ 32″                             | Galassia            | 13,44       | 0,9                                    |                             |
| NGC 6482                        | 17h 51m 49s                              | +23° 04′ 19″                             | Galassia            | 11,3        | 2,3                                    |                             |
| MCG+07-33-027                   | 16h 02m 16.6s                            | +42° 55′ 01″                             | Galassia            | 14,5        | 0,85 x 0,74                            |                             |
| Abell 39                        | 16h 27m 32.6s                            | +27° 54' 29''                            | Nebulosa planetaria | 13,7        | 3,9                                    |                             |

## Sistemi planetari
Entro i confini di Ercole sono presenti ben otto stelle in cui è stato scoperto un sistema planetario.
- 14 Herculis ha due pianeti, di cui uno in fase di conferma. Il pianeta 14 Herculis b è quello che aveva il periodo di rivoluzione più lungo (4,9 anni) e l'orbita più grande (2,8 UA) all'epoca della scoperta.
- HD 149026 ha un pianeta gioviano caldo, HD 149026 b, uno dei più grandi e più studiati.
- HD 164922 possiede il primo pianeta di lungo periodo osservato.
- HD 147506 ha un pianeta massiccio di transizione, HAT-P-2 b.
- HD 155358 ha due pianeti.
- GSC 03089-00929 ha un piccolo pianeta di transizione TrES-3.
- GSC 02620-00648 ha un pianeta di massa pari a un decimo di quella di Giove, noto come TrES-4.
- HD 154345 ha un pianeta, HD 154345 b, con un lungo periodo (10 900 giorni) e una grandissima orbita.

| Sistemi planetari |                                          |                                          |             |                   |                              |
| Nome del sistema  | Coordinate equatoriali all'epoca J2000.0 | Coordinate equatoriali all'epoca J2000.0 | Magnitudine | Tipo di stella    | Numero di pianeti confermati |
| Nome del sistema  | AR                                       | Dec                                      | Magnitudine | Tipo di stella    | Numero di pianeti confermati |
| 14 Herculis       | 16h 10m 24s                              | +43° 49′ 06″                             | 6,61        | Nana arancione    | 2 (b - c)                    |
| HD 147506         | 16h 20m 37s                              | +41° 02′ 53″                             | 4,82        | Nana gialla       | 1 (HAT-P-2 b)                |
| HD 149026         | 16h 30m 30s                              | +38° 20′ 50″                             | 8,15        | Subgigante gialla | 1 (b)                        |
| Gliese 649        | 16h 58m 09s                              | +25° 44′ 09″                             | 9,63        | Nana rossa        | 1 (b)                        |
| HD 154345         | 17h 02m 37s                              | +47° 04′ 55″                             | 6,74        | Nana gialla       | 1 (b)                        |
| HD 155358         | 17h 09m 35s                              | +33° 21′ 21″                             | 7,50        | Nana gialla       | 2 (b - c)                    |
| HD 156668         | 17h 17m 41s                              | +29° 13′ 38″                             | 8,42        | Nana arancione    | 2 (b - c)                    |
| GSC 03089-00929   | 17h 52m 07s                              | +37° 32′ 46″                             | 12,4        | Nana gialla       | 1 (TrES-3)                   |
| GSC 02620-00648   | 17h 53m 13s                              | +37° 12′ 42″                             | 11,6        | Nana gialla       | 1 (TrES-4)                   |
| HD 164922         | 18h 02m 31s                              | +26° 18′ 47″                             | 7,01        | Nana gialla       | 4 (b-c-d-e)                  |

## Mitologia

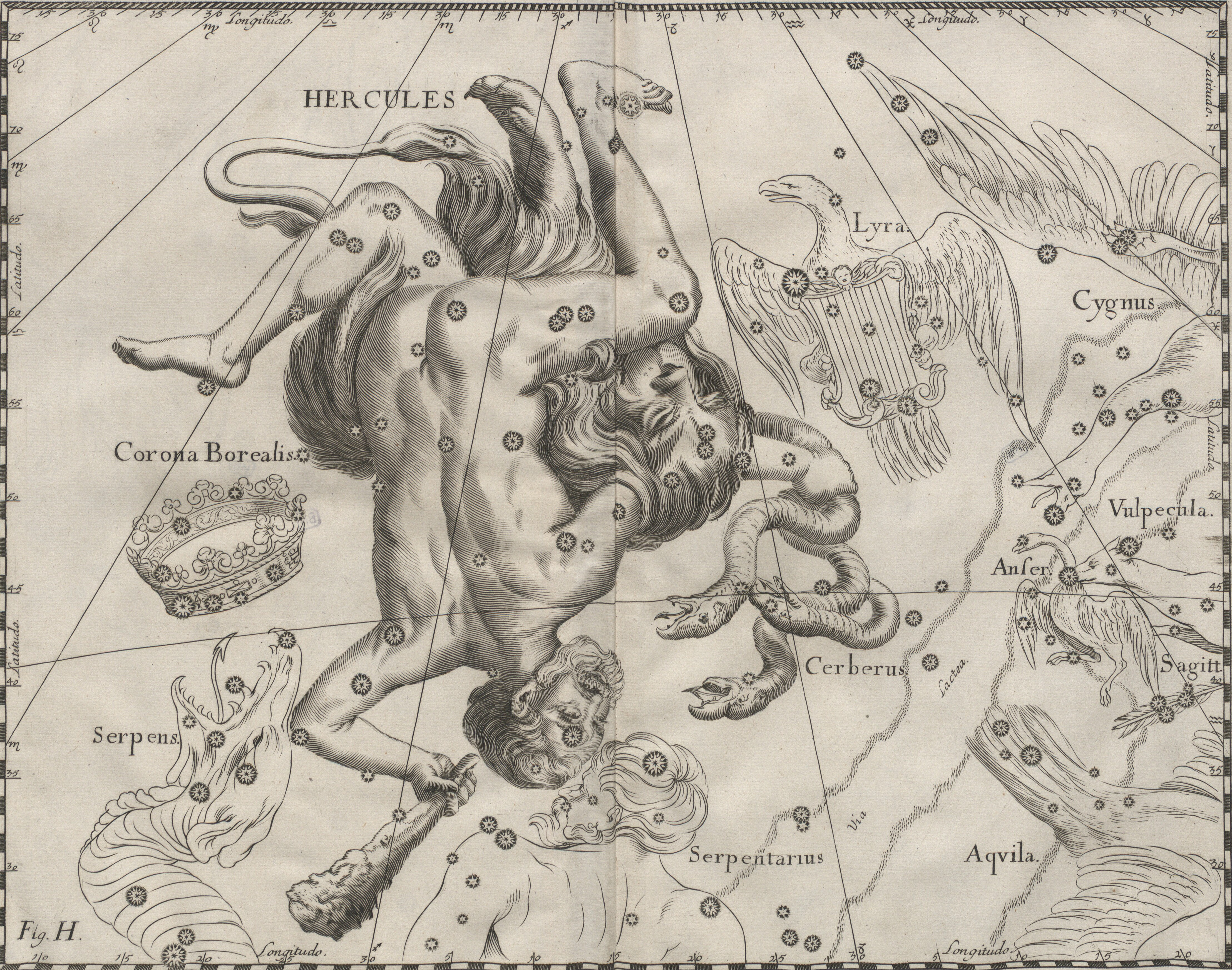
La costellazione di Hercole disegnata da Johannes Hevelius.

La costellazione raffigura l'eroe greco Eracle (in latino Hercules, in italiano Ercole), figlio di Zeus e della fanciulla Alcmena; a questa figura sono legate le mitiche 12 fatiche ed anche altre costellazioni si riferiscono a questo mito: uccidere il Leone fu una di queste fatiche, come pure la lotta contro l'essere mitologico rappresentato dalla costellazione dell'Idra, nella quale intervenne pure il granchio inviato dalla gelosissima moglie di Zeus Era (Ercole era il frutto di una relazione extraconiugale del marito) in aiuto dell'Idra.
Maggiore eroe greco, divinità olimpica dopo la morte, Eracle fu venerato come simbolo di coraggio e forza, ma anche di umanità e generosità, anche presso i Romani. Era ritenuto protettore degli sport e delle palestre. Fu onorato in numerosi santuari sparsi in tutta la Grecia e le sue tante imprese, espressione dell'altruismo e della forza fisica, lo fecero credere il fondatore dei Giochi olimpici. In alcuni casi, mettendo in luce la generosità con la quale affrontava avversari temibili, si rese dell'eroe un'immagine dall'intensa forza morale, oltre che puramente fisica.
Nel mondo romano Ercole presiedeva alle palestre e a tutti i luoghi in cui si faceva attività fisica; considerato anche una divinità propizia, gli si rivolgevano invocazioni in caso di disgrazie, chiamandolo Hercules Defensor o Salutaris.